# Спадкоємиця моря та вогню
«Спадкоємиця моря та вогню» (англ. «Heir of Sea and Fire») — фентезійний роман американської письменниці Патриції Маккілліп. Друга книга в трилогія «Загадка майстра». Інші дві книги — «Загадка майстра Геда» та «Арфіст на вітрі». Опублікований у 1977 році.
Усі три романи були надруковані 1999 року в одному виданні під назвою «Загадка майстра: Повна трилогія».

## Сюжет
У другій книзі трилогії автор переходить від Моргона Геда до Редерле Ан. Редерлу, спадкоємицю моря та вогню, її батько пообіцяв чоловікові, який відгадав загадку з привидом. У попередній книзі його було названо Моргоном, але на початку роману виявляється, що він пропав безвісти протягом року; оскільки влада над землею Геда щойно перейшла до спадкоємця, його вважають мертвим.
Редерле вирушає на гору Ерленстар, куди Моргон намагався дістатися, коли помер. По дорозі їй допомагають Ліра, Моргул, спадкоємець Моргула з Герунаа, та Трістан з Геда, сестра Моргона. У першій половині книги описується хроніка їх подорожі на північ. По дорозі Редерле готується для розуміння власних значущих сил як нащадка як «змінювача форм», так і відьом. Таємниче походження робить її спорідненою з ворогами Моргона. Під час пошуків вона виявляє, що Моргон живий, у той же час на нього полюють «змінювачі форм» та Гістесльвгольм, старий злий чарівник і зрадник, якого переслідують протягом багатьох століть.
Відчуваючи потужну небезпечну силу в гонитві по володіннях, Редерле використовує свої здібності, щоб заплутати її, думаючи, що вона захищає Моргона; проте виявляється, що силою, яку вона вважала Гістесльвгольма, є сам Моргон, який вкрав значну частину сили чорного мага під час тривалого полону, тоді як безпорадною людиною, яку він переслідував, був Дет, котрий зрадив його. Зіткнувшись та зрозумівши правду як з'являється Гістесльвгольм, Морган відмовляється від помсти та дозволяє Дету втекти.